# Asterix i Belgien
Asterix i Belgien (franska: Astérix chez les Belges) publicerades ursprungligen 1979 och är det 24:e seriealbumet om Asterix av René Goscinny och Albert Uderzo. Det var det sista albumet med Goscinny som manusförfattare innan denne avled. Manusförfattarens död markeras i serien av att det börjar regna från den punkt i tecknandet då Goscinny dött.[källa behövs]

## Handling
Julius Caesar anser att belgierna är det tuffaste folket i Gallien (på den här tiden var Belgien en del av Gallien (Frankrike)). Hövdingen Majestix i Asterix by får höra detta och blir rasande. Han, Asterix, Obelix och Idefix åker till Belgien för att bevisa att de är de tuffaste av Galliens folk. Men hövdingen i Belgien håller inte med och bestämmer att de ska hålla en tävling för att avgöra vilken av de två byarna som är tuffast, och Julius Caesar ska vara domare.

## Övrigt
- Dupondtarna, de inkompetenta detektiverna från Tintins äventyr, dyker upp som gästspelare. De finns med på ett par serierutor i albumet, på sidan 31, där de deklarerar att Julius Caesar kommit till Belgien.
- Under resan kommer Asterix och Obelix till en ensligt belägen stuga, bebodd av en familj där pappan odlar brysselkål, mamman virkar brysselspets och den lille sonen hela tiden måste gå och kissa - med andra ord; platsen där storstaden Bryssel, Belgiens framtida huvudstad, kommer att ligga.
- I Belgien äter man pommes frites, men potatisen kom i verkligheten till Europa långt senare, efter det att Christofer Columbus reste till Amerika. Det är således en av alla anakronismer som förekommer i Asterix-äventyren. På franska språket kan "pommes" betyda både potatis och äpple.
- Piraterna introducerar musslan i den belgiska kokkonsten. Musslor och pommes frites (moules frites) är idag en vanlig belgisk rätt.